# Seznam epizod serije Čarovnice
Ta članek vsebuje seznam predvajanih epizod nanizanke čarovnice (serija).

## Sezona 1
- 1.01 "Something Wicca This Way Comes"
- 1.02 "I've Got You Under My Skin"
- 1.03 "Thank You for Not Morphing"
- 1.04 "Dead Man Dating"
- 1.05 "Dream Sorcerer"
- 1.06 "The Wedding from Hell"
- 1.07 "The Fourth Sister"
- 1.08 "The Truth Is Out There...and It Hurts"
- 1.09 "The Witch Is Back"
- 1.10 "Wicca Envy"
- 1.11 "Feats of Clay"
- 1.12 "The Wendigo"
- 1.13 "From Fear to Eternity"
- 1.14 "Secrets and Guys"
- 1.15 "Is There A Woogy In The House?"
- 1.16 "Which Prue Is It, Anyway?"
- 1.17 "That '70s Episode"
- 1.18 "When Bad Warlocks Turn Good"
- 1.19 "Out of Sight"
- 1.20 "The Power of Two"
- 1.21 "Love Hurts"
- 1.22 "Deja Vu All Over Again"

## Sezona 2
- 2.01 "Witch Trial"
- 2.02 "Morality Bites"
- 2.03 "The Painted World"
- 2.04 "The Devil's Music"
- 2.05 "She's a Man, Baby, a Man!"
- 2.06 "That Old Black Magic"
- 2.07 "They're Everywhere"
- 2.08 "P3 H2O"
- 2.09 "Ms. Hellfire"
- 2.10 "Heartbreak City"
- 2.11 "Reckless Abandon"
- 2.12 "Awakened"
- 2.13 "Animal Pragmatism"
- 2.14 "Pardon My Past"
- 2.15 "Give Me a Sign"
- 2.16 "Murphy's Luck"
- 2.17 "How to Make a Quilt Out of Americans"
- 2.18 "Chick Flick"
- 2.19 "Ex Libris"
- 2.20 "Astral Monkey"
- 2.21 "Apocalypse Not""
- 2.22 "Be Careful What You Witch For"

## Sezona 3
- 3.01 "The Honeymoon's Over"
- 3.02 "Magic Hour"
- 3.03 "Once Upon a Time"
- 3.04 "All Halliwell's Eve"
- 3.05 "Sight Unseen"
- 3.06 "Primrose Empath"
- 3.07 "Power Outage"
- 3.08 "Sleuthing with the Enemy"
- 3.09 "Coyote Piper"
- 3.10 "We All Scream for Ice Cream"
- 3.11 "Blinded by the Whitelighter"
- 3.12 "Wrestling With Demons"
- 3.13 "Bride and Gloom"
- 3.14 "The Good, the Bad, and the Cursed"
- 3.15 "Just Harried"
- 3.16 "Death Takes a Halliwell"
- 3.17 "Pre-Witched"
- 3.18 "Sin Francisco"
- 3.19 "The Demon Who Came in from the Cold"
- 3.20 "Exit Strategy"
- 3.21 "Look Who's Barking"
- 3.22 "All Hell Breaks Loose"

## Sezona 4
- 4.01 "Charmed Again (Part 1)"
- 4.02 "Charmed Again (Part 2)"
- 4.03 "Hell Hath No Fury"
- 4.04 "Enter the Demon"
- 4.05 "Size Matters"
- 4.06 "A Knight to Remember"
- 4.07 "Brain Drain"
- 4.08 "Black As Cole"
- 4.09 "Muse to My Ears"
- 4.10 "A Paige from the Past"
- 4.11 "Trial By Magic"
- 4.12 "Lost and Bound"
- 4.13 "Charmed and Dangerous"
- 4.14 "The Three Faces of Phoebe"
- 4.15 "Marry Go Round"
- 4.16 "The Fifth Halliwheel"
- 4.17 "Saving Private Leo"
- 4.18 "Bite Me"
- 4.19 "We're Off to See the Wizard"
- 4.20 "Long Live the Queen"
- 4.21 "Womb Raider"
- 4.22 "Witch Way Now?"

## Sezona 5
- 5.01 "A Witch's Tail (Part 1)"
- 5.02 "A Witch's Tail (Part 2)"
- 5.03 "Happily Ever After"
- 5.04 "Siren's Song"
- 5.05 "Witches in Tights"
- 5.06 "The Eyes Have It"
- 5.07 "Sympathy for the Demon"
- 5.08 "A Witch in Time"
- 5.09 "Sam I Am"
- 5.10 "Y Tu Mummy Tambien"
- 5.11 "The Importance of Being Phoebe"
- 5.12 "Centennial Charmed"
- 5.13 "House Call"
- 5.14 "Sand Francisco Dreamin'"
- 5.15 "The Day the Magic Died"
- 5.16 "Baby's First Demon"
- 5.17 "Lucky Charmed"
- 5.18 "Cat House"
- 5.19 "Nymphs Just Wanna Have Fun"
- 5.20 "Sense and Sense Ability"
- 5.21 "Necromancing the Stone""
- 5.22 "Oh My Goddess (Part 1)"
- 5.23 "Oh My Goddess (Part 2)"

## Sezona 6
- 6.01 "Valhalley of the Dolls (Part 1)"
- 6.02 "Valhalley of the Dolls (Part 2)"
- 6.03 "Forget Me...Not"
- 6.04 "The Power of Three Blondes"
- 6.05 "Love's a Witch"
- 6.06 "My Three Witches"
- 6.07 "Soul Survivor"
- 6.08 "Sword and the City"
- 6.09 "Little Monsters"
- 6.10 "Chris-Crossed"
- 6.11 "Witchstock"
- 6.12 "Prince Charmed"
- 6.13 "Used Karma"
- 6.14 "The Legend of Sleepy Halliwell"
- 6.15 "I Dream of Phoebe"
- 6.16 "The Courtship of Wyatt's Father"
- 6.17 "Hyde School Reunion"
- 6.18 "Spin City"
- 6.19 "Crimes and Witch Demeanors"
- 6.20 "A Wrong Day's Journey into Right"
- 6.21 "Witch Wars"
- 6.22 "It's a Bad, Bad, Bad, Bad World (Part 1) "
- 6.23 "It's a Bad, Bad, Bad, Bad World (Part 2) "

## Sezona 7
- 7.01 "A Call to Arms"
- 7.02 "The Bare Witch Project""
- 7.03 "Cheaper by the Coven"
- 7.04 "Charrrmed!"
- 7.05 "Styx Feet Under"
- 7.06 "Once in a Blue Moon"
- 7.07 "Someone to Witch Over Me"
- 7.08 "Charmed Noir"
- 7.09 "There's Something About Leo"
- 7.10 "Witchness Protection"
- 7.11 "Ordinary Witches"
- 7.12 "Extreme Makeover: World Edition"
- 7.13 "Charmageddon"
- 7.14 "Carpe Demon"
- 7.15 "Show Ghouls"
- 7.16 "The Seven Year Witch"
- 7.17 "Scry Hard "
- 7.18 "Little Box of Horrors"
- 7.19 "Freaky Phoebe"
- 7.20 "Imaginary Fiends"
- 7.21 "Death Becomes Them"
- 7.22 "Something Wicca This Way Goes"

## Sezona 8
- 8.01 "Still Charmed & Kicking"
- 8.02 "Malice in Wonderland"
- 8.03 "Run Piper, Run"
- 8.04 "Desperate Housewitches"
- 8.05 "Rewitched"
- 8.06 "Kill Billie Vol. 1"
- 8.07 "The Lost Picture Show"
- 8.08 "Battle of the Hexes"
- 8.09 "Hulkus Pocus"
- 8.10 "Vaya Con Leos"
- 8.11 "Mr. and Mrs. Witch"
- 8.12 "Payback's a Witch"
- 8.13 "Repo Manor"
- 8.14 "12 Angry Zen"
- 8.15 "The Last Temptation of Christy"
- 8.16 "Engaged and Confused"
- 8.17 "Generation Hex"
- 8.18 "The Torn Identity"
- 8.19 "The Jung and the Restless"
- 8.20 "Gone with the Witches"
- 8.21 "Kill Billie Vol. 2"
- 8.22 "Forever Charmed"